# シーラス・ロジック
Cirrus Logic（シーラス・ロジック、NASDAQ: CRUS）は、アメリカ合衆国テキサス州オースティンにある半導体設計開発会社。

## 概要
集積回路のファブレス企業で、サウンドチップや組み込みプロセッサ等の開発で知られる。
1990年代前半には低コストなグラフィックプロセッサの開発で知られたが、2005年5月にグラフィック部門をMagnum Semiconductor, Inc.へ売却。以降はサウンドチップの開発のみに注力し、2014年にはウォルフソン・マイクロエレクトロニクス社を買収、現在の体制となった。

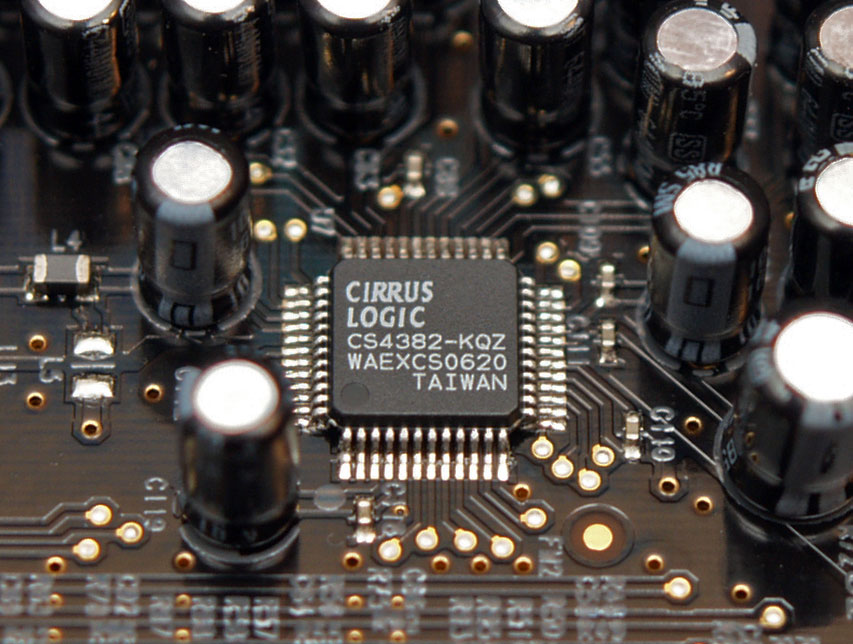
シーラス・ロジック社のサウンドチップ

## グラフィックの歴史
1990年代初め、Cirrus Logicは低価格パソコン向けグラフィックチップの供給メーカーであった。CirrusのMicrosoft Windows 2D GUIアクセラレータ (GDI)はローエンド市場において最も高速で、Oak Technologies、Trident Microsystems、Paradise(ウェスタン・デジタル)の競合VGAチップを上回っていた。例えば、Cirrus GD5422（1992年）は8ビットカラーと16ビットカラーのハードウェアアクセラレーションをサポートした。それは両方をサポートするSVGAコントローラーでは最も低価格なものの一つであった。また、GD5426 は、386/486 local bus への直接接続を可能とし、Sony CPD-1304 や NEC 5FG、Nanao T240i等のモニタに対しディスプレイ解像度として 640x480, 800x600, 1024x768, 1280x1024(インターレース) をサポートした。
AT互換機はPC-9800シリーズなどとは違い、基本システムの構築には何らかのVGAチップが必須であるため、必然的に普及機やオンボード向けの低価格VGAチップは相当数が出荷された。PC-9800シリーズが全盛だった頃の日本ではグラフィックアクセラレータとして高級チップであるS3が人気を集めていたが、その頃のアメリカではむしろCirrus Logicが一番人気でありS3よりも売れていると言われていた。
1990年代中盤、PCがPCIバスに移行したとき、CirrusはS3やTrident Microsystemsの影に隠れることになった。GD5470"Mondello"のリリース日が発表されたときには、デスクトップPCグラフィックにおけるCirrusの評判は苦しい状態にあった。Rambusを用いることで格段に高速な設計になったことを示したGD5464が完成を控えていた中で、Mondelloの開発は後れを取っていた。（このためMondelloは出荷されることはなかった。）
同社の最後のグラフィックチップ、PCI/AGP 3DアクセラレータのGD546x"Laguna"シリーズはRambus RDRAMを採用した数少ないビデオカードの一つで独創的であった。GD546xで使われているタイルメモリの特許は今日のほとんどのグラフィックプロセッサで依然使われている。しかし、当時のプロセス技術によるゲート数の制限を受けた他の多くの2D/3Dチップのように、テクスチャマッピングのパースペクティブコレクト、バイリニアフィルタリング、シングルパスライトニング、グーローシェーディング、アルファブレンディングといった機能セットは次世代の3Dチップと比べて不完全であった。GD546xファミリーは当時のCPU処理の制限により、本来の性能分のトライアングルを処理しきれなかった。GD546xの本来の演算能力は約250万トライアングル毎秒（25ピクセルトライアングル）で、これは競合製品よりもはるかに高速であった。
インテルがi740で3D市場に参入したとき、Cirrus Logicは当時年間5億ドルの価値があった市場から撤退した。（インテルは何年も性能の向上に追いつくことができなかった。i740は広く受け入れられるものではなく、他のメジャーなチップの設計に劣っていた。）
Cirrus Logicグラフィックカードのエミュレート実装がいくつかのエミュレータに使われている。QEMUはCirrus CLGD 5446 PCI VGAカードをエミュレートし、これはXen-HVM、KVM、Bochs（BochsはさらにCL-GD5430 ISAカード)でもエミュレート実装されている。

### グラフィックチップセット

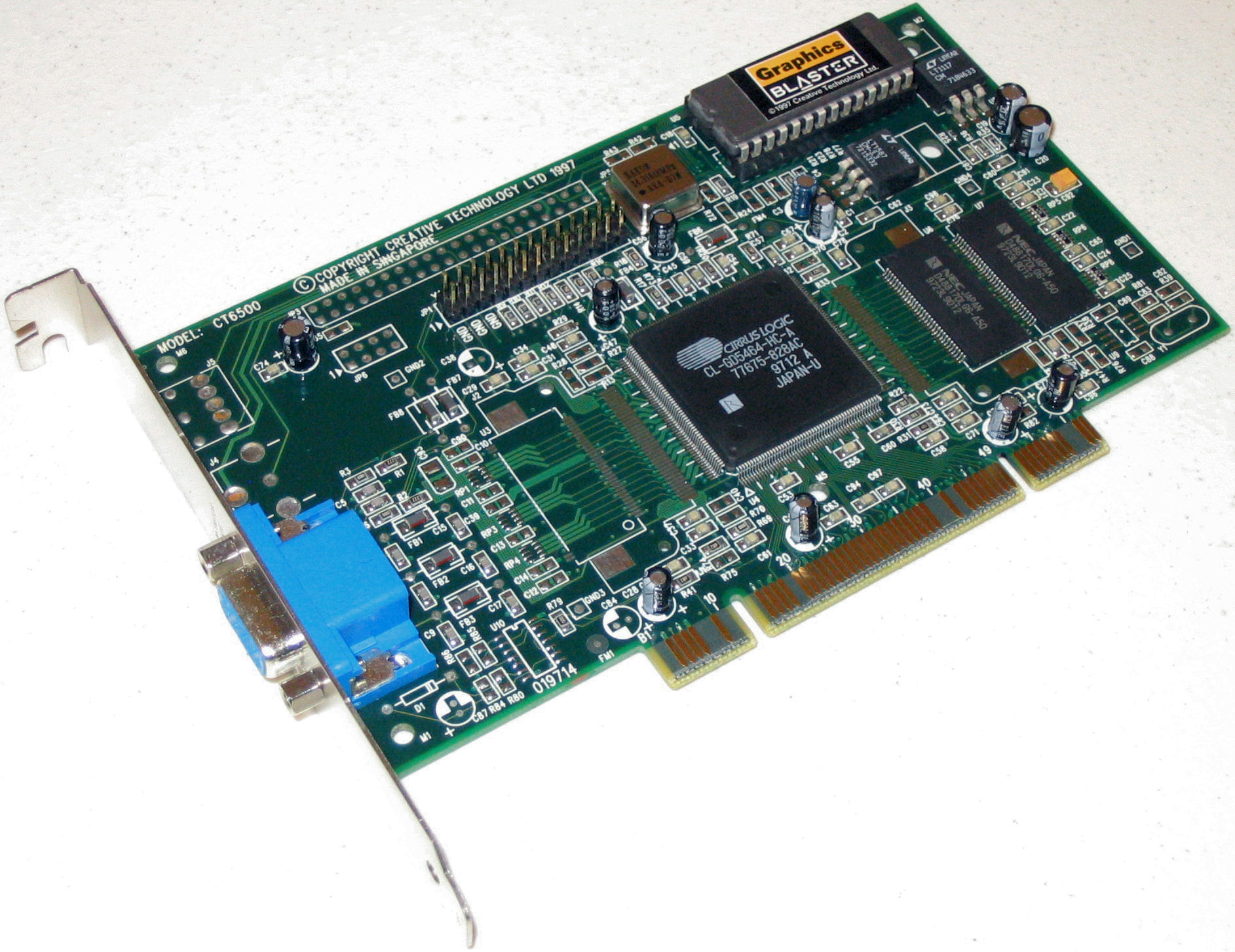
CL-GD5464 "Laguna 3D"

#### デスクトップ向け

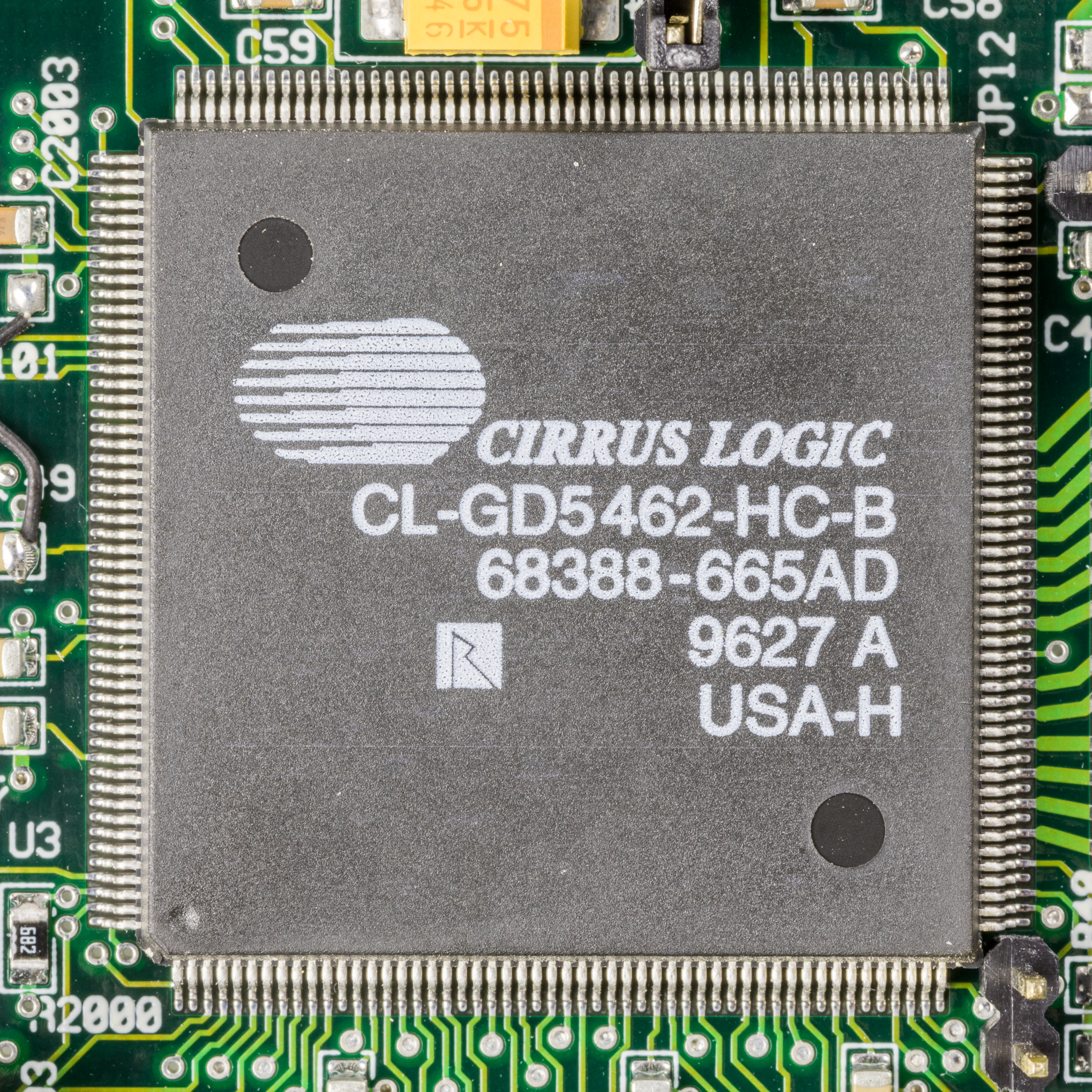
CL-GD5462

- CL-GD410 + 420 – ISA SVGAチップセット、Video 7 VEGA VGA(1987)
- CL-GD510 + 520 – ISA SVGA"Eagle II"チップセット、CGA100%互換としてよく知られる(1988)
- CL-GD5320 – ISA SVGAチップセット(1990)
- CL-GD5401 – ISA SVGAチップセット、Acumos VGA(AVGA1)としても知られる
- CL-GD5402 – ISA SVGAチップセット、Acumos VGA(AVGA2)としても知られる
- CL-GD5410 – ISA SVGAチップセット、ロー・ミドルエンドのDRAMベースのカード、ラップトップ機用など、初期のRAMDAC統合チップセットとして知られる(1991) [7]
- CL-GD5420 – ISA SVGAチップセット、高度な統合 (15ビットRAMDAC+PLL)、1MB
- CL-GD5421 – ISA SVGAチップセット、高度な統合 (15/16ビットRAMDAC+PLL)、1MB.
- CL-GD5422 – 5420の拡張版(32ビット内部メモリインターフェイス、15/16/24ビットRAMDAC、本チップセットのISAビデオカードは最大1280x1024インターレースまでサポート[8]
- CL-GD5424 – 5422のVLB版、ただし、いくつかの点で5426と類似
- CL-GD5425 – 24ビットカラーVGAコントローラー（TV出力は無し）
- CL-GD5426 – ハードウェアBitBLTサポート[4]。ISAバスおよびVLBでは最大2MBのメモリをサポート[4]
- CL-GD5428 – 5426の拡張版。BitBLTを高速化
- CL-GD5429 – 5428の拡張版。より高速なメモリクロックとメモリマップドI/Oをサポート
- CL-GD5430 – 5429と類似、ただし543xのコアを流用(32ビットホストインターフェイス)
- CL-GD5434 – 64ビット内部メモリインターフェイスを搭載したAlpine系チップ。通常1MBを実装しているが、2MBまで拡張可能。2MB実装時は64ビットモードのみサポート
- CL-GD5436 – 5434の最適化
- CL-GD5440 – 5430と動画アクセラレーション(CL-GD54M40は統合フィルターを内蔵)
- CL-GD5446 – 64ビットAlpine VisualMediaアクセラレーター。2Dのみ、CL-GD5436に動画アクセラレーションを追加
- CL-GD546X – 2D、3D、動画アクセラレーターのLaguna VisualMediaファミリー。-64および-65は3Dアクセラレーションを内蔵(PCI、AGP)。これらのチップはシングルチャネルRDRAMメモリを使用し、最大600MB/sのメモリ帯域幅を持つ。全てBitBLTエンジン、Video Windows、64x64ハードウェアカーソルを含む
- CL-GD5480 – 64ビットAlpineアクセラレーターの100MHz駆動SGRAM[9]

#### モバイル向け

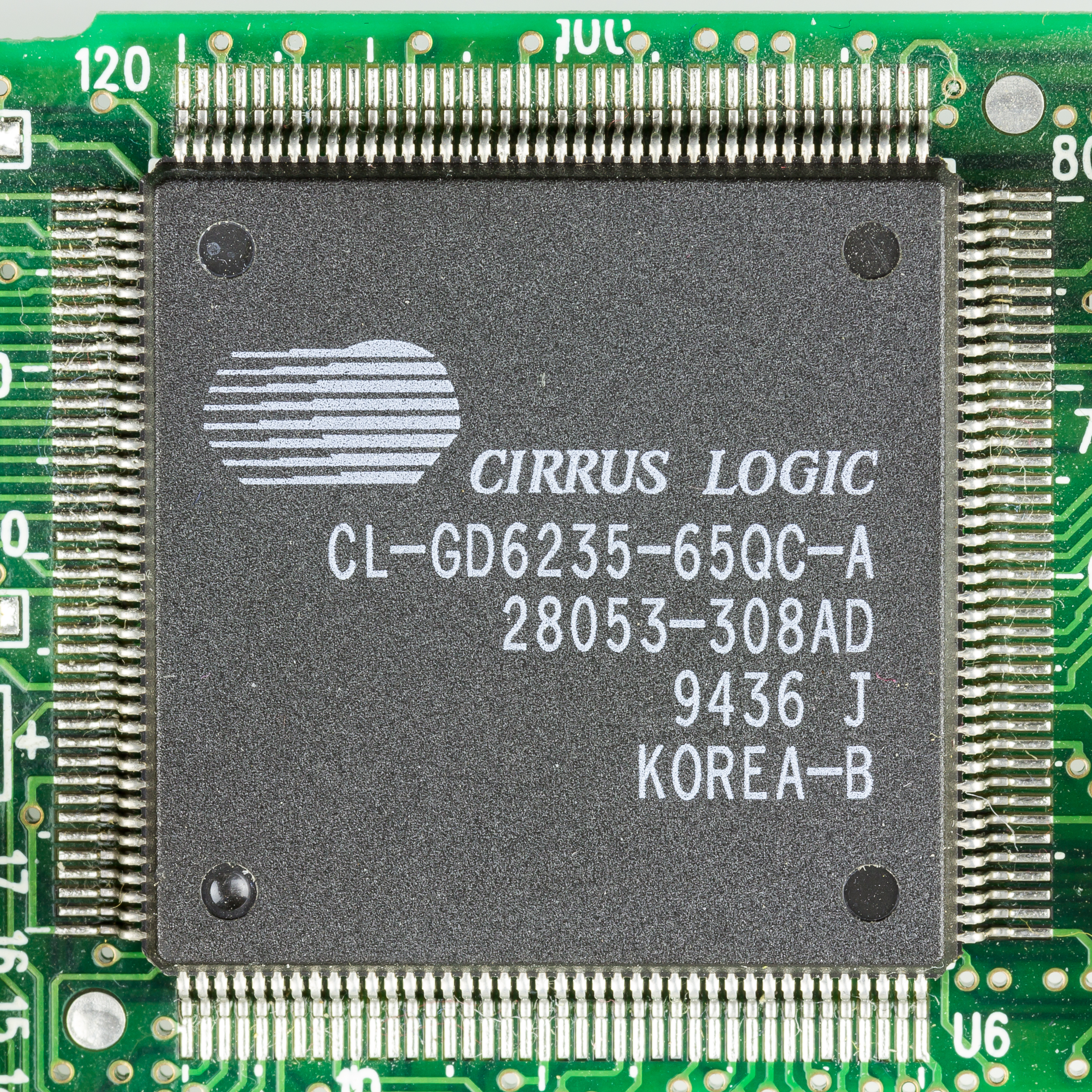
CL-GD6235

- CL-GD610 + 620 – (1989)[10]
- CL-GD6420/6440 古いCirrusチップセット(5410/AVGA2)と類似。いくつかのラップトップ機で使われている
- CL-GD6205/6215/6225/6235 – 5420互換
- CL-GD7541/7542/7543/7548 – 5428/3x互換